# Gliese 876 e

Les òrbites planetàries de Gliese 876: l'exoplaneta «e» és el més allunyat.

Gliese 876 e és un planeta extrasolar descobert el 2010, que orbita l'estrella nana vermella Gliese 876, a la constel·lació d'Aquari.